# Tisbe gurneyi
Tisbe gurneyi är en kräftdjursart som först beskrevs av Lang 1934.  Tisbe gurneyi ingår i släktet Tisbe och familjen Tisbidae. Inga underarter finns listade i Catalogue of Life.